# 林哲司&半田健人 昭和音楽堂
『林哲司&半田健人 昭和音楽堂』（はやしてつじ はんだけんと しょうわおんがくどう）は、静岡放送（SBSラジオ）制作で2008年4月6日から放送されているラジオ番組である。

## 概要
作曲家・林哲司（富士市出身）と俳優・半田健人が、昭和時代の名曲やレアもののレコードなどを紹介しながら様々な角度から語るラジオ番組。2017年10月29日(SBSラジオ)に放送500回を達成した。この回では、過去にゲスト出演した杉山清貴や五十嵐浩晃等からの祝福メッセージ等が紹介された。2021年8月29日(SBSラジオ)に放送700回を達成、2023年7月30日(SBSラジオ)に放送800回を達成した。この回では、これを記念して「あなたが選ぶ 昭和歌謡ベスト3総選挙」を開催。放送800回記念のこの日に結果が発表された（1位は沢田研二の「勝手にしやがれ」、2位は西城秀樹の「ブルースカイ ブルー」だった。詳細は番組ＨＰを参照）。放送700回以後、番組公式X（旧Twitter）を開設。エンディングのリクエスト等の募集告知で現在はXの使用を推奨している。
去る2024年5月6日（こどもの日の振替休日）、駿東郡清水町のサントムーン柿田川本館1階セントラルコートにて13:30からイベント『林哲司・半田健人 昭和音楽堂 公開収録inサントムーン柿田川』を開催。この日の模様は5月19日・5月26日（SBSラジオ）にて放送された。
毎週テーマを決め、そのテーマに基づいた昭和の曲を流しながら、曲にまつわるエピソードや裏話を披露していく。時にはマニアックなトークが展開されることが多い。内容も歌っている歌手よりも作詞家・作曲家・編曲家、さらにはスタジオミュージシャンの話になることが多く、時には専門用語が飛び交う音楽講座になることもある。また林哲司が作曲した作品が番組で取り上げられた際には、林自身が楽曲の制作秘話などを語る場合もある。
2023年現在では、番組の一部を動画投稿サイトYouTubeでも配信している。ただし著作権の関係で楽曲は配信されていない。

## パーソナリティ
- 林哲司
- 半田健人

## 放送局・放送時間
| 放送対象地域 | 放送局             | 放送時間                     | 備考                                                                                        |
| ------------ | ------------------ | ---------------------------- | ------------------------------------------------------------------------------------------- |
| 静岡県       | 静岡放送（制作局） | 日曜 21:00 - 21:30           |                                                                                             |
| 宮城県       | 東北放送           | 日曜 21:30 - 22:00(一週遅れ) | 2013年4月より放送。2021年3月まで土曜23:00 - 23:30、同年4月 - 9月は日曜23:00 - 23:30に放送。 |
| 山口県       | 山口放送           | 日曜 13:30 - 13:30           | 2014年9月より放送                                                                           |
| 富山県       | 北日本放送         | 日曜 15:30 - 16:00           | 2014年10月より放送                                                                          |

### 過去にネットしていた局
- IBC岩手放送（2020年3月28日限りで打ち切り）
- SBC 信越放送
- MBSラジオ
- RCC 中国放送
- NBC 長崎放送
- MRT 宮崎放送

## 放送履歴

### 2015年
| 回  | 放送日     | テーマ・特集                                                | 取り上げたアーティスト |
| --- | ---------- | ----------------------------------------------------------- | --- |
| 353 | 2015/01/04 | スケバン刑事シリーズ                                        | 斉藤由貴、南野陽子、浅香唯、風間三姉妹 |
| 354 | 2015/01/11 | 作曲家・浜圭介                                              | テツandトモ、奥村チヨ、三善英史、内山田洋とクール・ファイブ、堺正章、北原ミレイ、八代亜紀                                                                        |
| 355 | 2015/01/18 | 細野晴臣が提供した作品                                      | 藤村美樹、松田聖子、川上さんと長島さん、安田成美、森進一、中森明菜                                                                                               |
| 356 | 2015/01/25 | 南野陽子                                                    | 南野陽子 |
| 357 | 2015/02/01 | アレンジャー・星勝                                          | 井上陽水、薬師丸ひろ子、来生たかお、上田正樹 |
| 358 | 2015/02/08 | 作詞家・北山修                                              | ジローズ、はしだのりひことクライマックス、ベッツィ&クリス、堺正章、とんねるず、加藤和彦・北山修、西田ひかる with 加藤和彦                                        |
| 359 | 2015/02/15 | 70年代アイドルソング半田健人ランキング （20位 - 11位）      | キャンディーズ、岩崎宏美、太田裕美、山口百恵、小林麻美 |
| 360 | 2015/02/22 | 工藤静香が歌う「中島みゆき&後藤次利作品」                   | 工藤静香 |
| 361 | 2015/03/01 | 荒木一郎                                                    | 荒木一郎、西崎みどり、岸本加世子、おぼたけし |
| 362 | 2015/03/08 | 70年代アイドルソング半田健人ランキング （10位 - 1位）       | アグネス・チャン、桜田淳子、キャンディーズ、麻丘めぐみ、天地真理                                                                                                 |
| 363 | 2015/03/15 | 作曲家・三木たかしが編曲を手掛けた作品                      | ザ・キャラクターズ、泉アキ、黛ジュン、あべ静江、石川さゆり、西城秀樹、伊藤咲子                                                                                   |
| 364 | 2015/03/22 | リクエスト                                                  | 弘田三枝子、小林旭、坂本スミ子、りりィ |
| 365 | 2015/03/29 | 浅香唯                                                      | 浅香唯 |
| 366 | 2015/04/05 | 作曲家・都倉俊一の初期作品                                  | 中山千夏、和田アキ子、井上順、大信田礼子、フィンガー5、ペドロ&カプリシャス                                                                                       |
| 367 | 2015/04/12 | 作詞家・康珍化の初期作品                                    | アン・ルイス、山下久美子、伊藤さやか、三好鉄生、小泉今日子、髙橋真梨子                                                                                           |
| 368 | 2015/04/19 | 斉藤由貴                                                    | 斉藤由貴 |
| 369 | 2015/04/26 | 美樹克彦                                                    | 美樹克彦、小林幸子&美樹克彦 |
| 370 | 2015/05/03 | 安全地帯                                                    | 安全地帯 |
| 371 | 2015/05/10 | 本田美奈子                                                  | 本田美奈子 |
| 372 | 2015/05/17 | 加瀬邦彦作曲作品                                            | ザ・ワイルドワンズ、ザ・タイガース、小柳ルミ子、布施明、沢田研二                                                                                                 |
| 373 | 2015/05/24 | 作詞家・三浦徳子                                            | 松原みき、郷ひろみ、早見優、松田聖子、杏里 |
| 374 | 2015/05/31 | EPO                                                         | EPO |
| 375 | 2015/06/07 | 1985年・昭和60年のオリコンBEST50&林哲司作品                 | 菊池桃子、杉山清貴&オメガトライブ、チェッカーズ |
| 376 | 2015/06/14 | 1975年・昭和50年のオリコンBEST50                            | 坂上二郎、山口百恵、西崎みどり、桜田淳子、かまやつひろし、小坂恭子                                                                                               |
| 377 | 2015/06/21 | TUBE                                                        | TUBE |
| 378 | 2015/06/28 | 映画「イニシエーション・ラブ」で使用された曲                | 小椋佳、C-C-B、1986オメガトライブ、太田裕美、研ナオコ、寺尾聰 |
| 379 | 2015/07/05 | 1965年・昭和40年のヒット曲BEST10                            | 吉永小百合・三田明、デューク・エイセス、菅原洋一、田代美代子・和田弘とマヒナスターズ、北島三郎、加山雄三                                                         |
| 380 | 2015/07/12 | 中山美穂                                                    | 中山美穂 |
| 381 | 2015/07/19 | リクエスト                                                  | 木之内みどり、スリーファンキーズ、植木等、因幡晃、田原俊彦 |
| 382 | 2015/07/26 | デビュー40周年の西島三重子をゲストに迎えて                  | 西島三重子、木の実ナナ |
| 383 | 2015/08/02 | アルファレコード・アルファミュージック                      | 荒井由実、ガロ、ハイ・ファイ・セット、カシオペア、サーカス、ブレッド&バター                                                                                      |
| 384 | 2015/08/09 | NOBODYの作品                                                | HOUND DOG、吉川晃司、荻野目洋子、アン・ルイス、NOBODY |
| 385 | 2015/08/16 | ベーシスト・江藤勲が参加した作品                            | 中村晃子、弘田三枝子、黛ジュン、辺見マリ、いしだあゆみ、ちあきなおみ、加山雄三                                                                                   |
| 386 | 2015/08/23 | レベッカ                                                    | レベッカ、松田聖子 |
| 387 | 2015/08/30 | ギタリスト・矢島賢が参加した作品                            | 郷ひろみ、野口五郎、よしだたくろう&かまやつひろし、南沙織、山口百恵、中森明菜                                                                                    |
| 388 | 2015/09/06 | 奥村チヨ                                                    | 奥村チヨ |
| 389 | 2015/09/13 | NAVレコード                                                 | 木之内みどり、林寛子、石江理世、小林美樹、岡田奈々 |
| 390 | 2015/09/20 | リクエスト                                                  | モコ・ビーバー・オリーブ、小柳ルミ子、井上忠夫、みすず児童合唱団・ジ・エコーズ、上高田少年合唱団、水木一郎・コロムビアゆりかご会、子門真人・コロムビアゆりかご会 |
| 391 | 2015/09/27 | 研ナオコ                                                    | 研ナオコ |
| 392 | 2015/10/04 | アロハ！KZOO〜林哲司が杉山清貴&オメガトライブに提供した作品 | 杉山清貴&オメガトライブ |
| 393 | 2015/10/11 | RCAレコードから出された和製ソウル                           | 和田アキ子、西城秀樹 |
| 394 | 2015/10/18 | 秋から冬にかけての林哲司作品                                | 竹内まりや、稲垣潤一、中森明菜、河合奈保子、菊池桃子、杉山清貴&オメガトライブ                                                                                    |
| 395 | 2015/10/25 | 北海道のご当地ソング                                        | 加藤登紀子、鶴岡雅義と東京ロマンチカ、三橋美智也、ダ・カーポ、小林旭、石原裕次郎                                                                                 |
| 396 | 2015/11/01 | 早見優                                                      | 早見優 |
| 397 | 2015/11/08 | やまがたすみこ                                              | やまがたすみこ |
| 398 | 2015/11/15 | スターダストレビュー                                        | スターダストレビュー |
| 399 | 2015/11/22 | 松本隆&筒美京平コンビの70年代の作品                         | 太田裕美、中原理恵、アルフィー、オフコース、桜田淳子、桑名正博                                                                                                   |
| 400 | 2015/11/29 | アグネス・チャンの70年代の作品                              | アグネス・チャン |
| 401 | 2015/12/06 | 小室哲哉が80年代に提供した作品                              | 小泉今日子、荻野目洋子、沢口靖子、堀ちえみ、八木さおり、伊藤かずえ                                                                                               |
| 402 | 2015/12/13 | よしだたくろう・1970年代の作品                              | よしだたくろう |
| 403 | 2015/12/20 | 尾崎豊                                                      | 尾崎豊 |
| 404 | 2015/12/27 | 日本レコード大賞・大賞以外の賞（第1回 - 第5回）             | フランク永井、美空ひばり、アイ・ジョージ、三橋美智也、舟木一夫                                                                                                   |

## オープニング曲
「エイトマン」（インストゥルメンタル）
- 作曲：萩原哲晶
- 演奏：東京ブラススタイル

## エンディング曲
「いつか きっと」（番組オリジナルソング）
- 作詞：堺由美子
- 補作詞・作曲・歌：林哲司・半田健人